# Bartłomiej Soloznicki
Bartłomiej Soloznicki (zm. 1512) – duchowny rzymskokatolicki, od  25 maja 1495 ordynariusz kijowski. Za jego rządów najazd tatarski spustoszył diecezję.